# Artillerie- en Genieschool

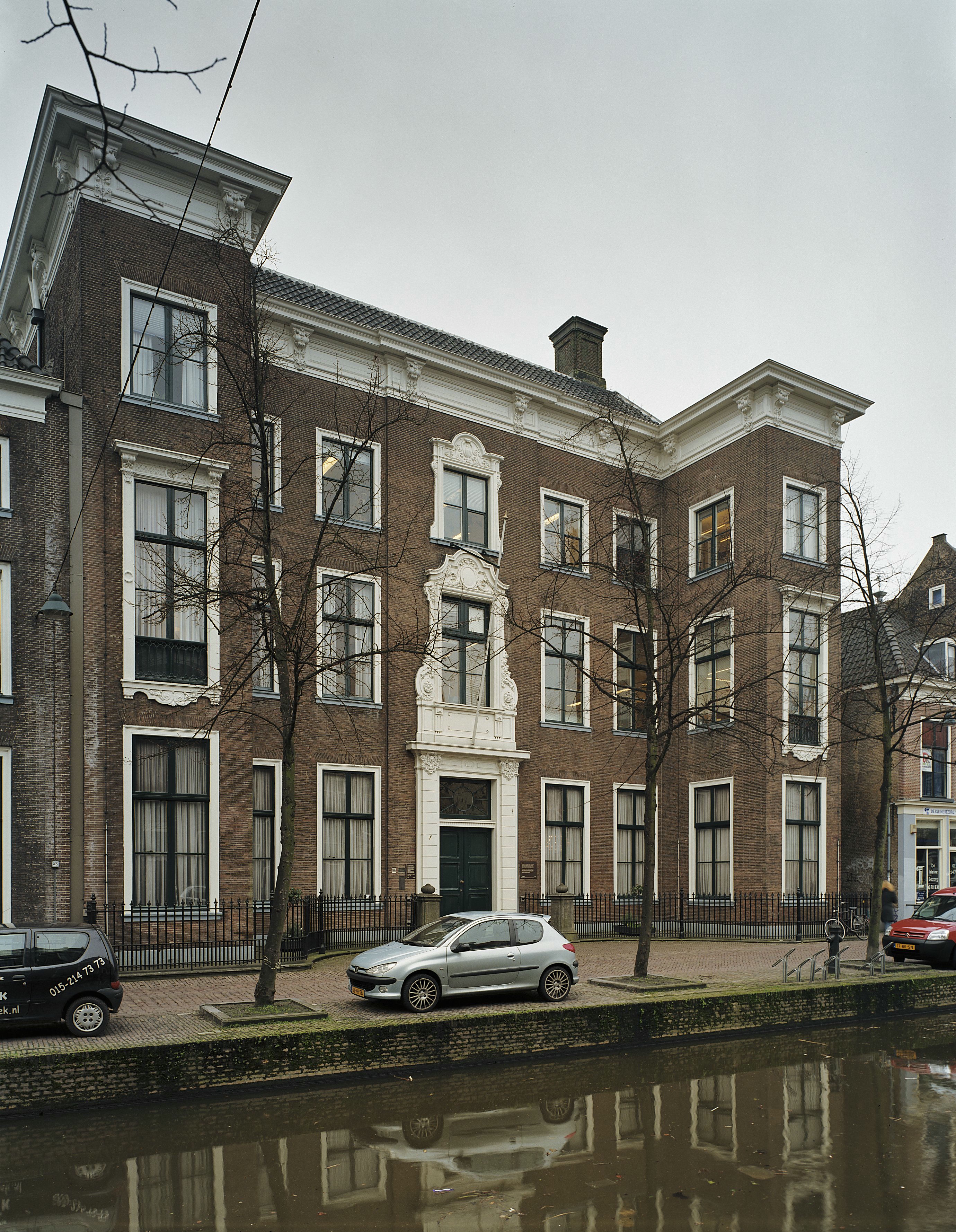
Pand aan de Oude Delft 95, waar de Artillerie- en Genieschool van 1814 tot 1827 was gevestigd.

De Artillerie- en Genieschool was de eerste onderwijsinstelling voor ingenieurs in Delft. De opleiding bestond van 1814 tot 1828 en vestigde zich later als Koninklijke Militaire Academie in Breda.

## Geschiedenis

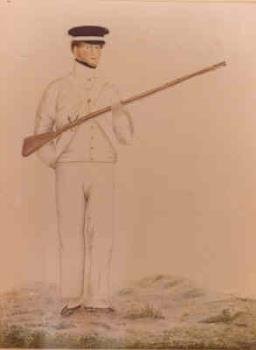
Cadet in het tenue van de Artillerie- en Genieschool te Delft, omstreeks 1820

In 1814, een jaar na de Franse bezetting, richtte Koning Willem I de Artillerie- en Genieschool op in Delft. Het startte met 100 cadetten. De school was gevestigd in het pand aan de Oude Delft 95, dat het Ministerie van Oorlog in 1814 gekocht had van de gemeente Delft. De school was bedoeld als officiersopleiding voor officieren van het nieuwe staatsleger, en leidde op tot waterstaatsingenieur en scheepsbouwkundige. De directeur van dit opleidingsinstituut was generaal-majoor Johann Heinrich Voet.
De school kende aanvankelijk geen toelatingsexamen. In 1817 werd dit alsnog ingevoerd naar aanleiding van enkele incidenten. Op initiatief van de directeur woonden de studenten op kamers bij gezinnen in de stad. Dit veroorzaakte beroering binnen delen van het bestuur van de opleiding dat internering verkoos boven hospiteren bij burgers. Tevens was er onenigheid over de precieze inhoud van de lesstof. De Koning richtte hierop een commissie in die een advies moest uitbrengen.
De commissie bracht in 1823 het advies uit om de Koninklijke Militaire Academie op te richten in het voormalig paleis van de Oranjes in Breda. Drie jaar later werd dit voorstel bij Koninklijk Besluit overgenomen. Na een grondige verbouwing van het paleis opende de KMA in het najaar van 1828 haar deuren. De school in Delft was eerder dat jaar al gesloten.
Veertien jaar na sluiting van de Artillerie- en Genieschool werd in hetzelfde pand de Koninklijke Akademie ter opleiding van burgerlijke ingenieurs gesticht, de latere Technische Universiteit Delft. Vanaf ca. 1990 is het pand eigendom van en in gebruik bij het IHE Delft Institute for Water Education. 

## Studenten, docenten en staf
- Pieter Adams
- W. Badon Ghijben **
- Martinus Beijerinck **
- Volkier Marius François Bentinck tot Nijenhuis
- Johan Wilhelm Blanken
- A. Blaauw **
- N.H. Boerrigter **
- Laurens Adriaan Boers
- Carolus Johannes Boers
- J. Burgers Boerman **
- G.J. Bolten **
- Willem Christiaan Brade
- J. de Broek **
- Frederik Willem Conrad **
- W. Dassevael **
- Isaac Paul Delprat
- Adriaan Willem Anne Gevers Deynoot
- J.A. van Dorth **
- N. Dutreux **
- Alexis Eenens
- Henri François Fijnje van Salverda **
- Cornelius Anthonius Geisweit van der Netten
- Justinus Antonius Felix Geisweit van der Netten
- Jacob de Gelder
- Johan Godart van Gendt sr. **
- G.N. Groltaers **
- Lodewijk Frederik Christiaan Haug
- Boudewijn van Hoey-Schilthouwer van Oostéé
- Joan Henrik Hooft van Iddekinge
- Andreas Charles van Braam Houckgeest
- André-Edouard Jolly
- Johannes Augustus Keurenaer
- P. Koek **
- Leopold Johannes Adriaan van der Kun **
- N.J. van der Lee **
- P. van Loon **
- Menno David van Limburg Stirum
- Pieter van Loon
- H.J.A. Lorentz **
- Maximiliaan Jacob de Man (1765 – 1838)
- Hendrik Arnold Meijer
- R. Musquetier **
- Frederik Petrus Gisius Nanning
- Jacobus Pieter Carel van Overstraten
- Allard Cornelis Pierson
- E.C.B. Rappard **
- Willem Nicolaas Rose
- Carel Jan Riesz
- L. Rijsterborgh **
- H.G. de Sart **
- Hendrik Gerard Seelig
- Izaäk Riewert Schmidt
- Duco Johannes Storm Buijsing **
- Zeno Willem Anne Lodewijk van Tengnagell
- Olke Arnoldus Uhlenbeck
- Gideon Jan Verdam

(**) studenten aan deze school